# اچ‌ام‌اس ویرولنت (پی۹۵)
اچ‌ام‌اس ویرولنت (پی۹۵) (به انگلیسی: HMS Virulent (P95)) یک زیردریایی است که طول آن ۲۰۴ فوت ۶ اینچ (۶۲٫۳۳ متر) می‌باشد. این زیردریایی در سال ۱۹۴۴ ساخته شد.